# Saint-Clément (Meurthe i Mozela)
Saint-Clément – miejscowość i gmina we Francji, w regionie Grand Est, w departamencie Meurthe i Mozela.
Według danych na rok 1990 gminę zamieszkiwało 876 osób, a gęstość zaludnienia wynosiła 53 osób/km² (wśród 2335 gmin Lotaryngii Saint-Clément plasuje się na 407. miejscu pod względem liczby ludności, natomiast pod względem powierzchni na miejscu 282.).